# Канал-стріт (Мангеттен)
Канал-стріт (англ. Canal Street) — головна східно-західна вулиця протяжністю понад 1,6 км у Нижньому Мангеттені, Нью-Йорк, США, що проходить від Іст-Бродвея між Ессекс-стріт і Джефферсон-стріт на сході до Вест-стріт між Ваттс і заходом Спрінг-стріт. Далі проходить через район Чайна-таун і формує південні кордони Сохо та Маленької Італії, а також північний кордон Трайбеки. Вулиця є основним сполучним пунктом між Джерсі-Сіті, штат Нью-Джерсі, через Тунель Голланда (I-78) і Брукліном у Нью-Йорку через Мангеттенський міст. Більшу частину своєї довжини це вулиця з двостороннім рухом, з двома односпрямованими ділянками між Форсайт-стріт і Мангеттенським мостом.

## Історія

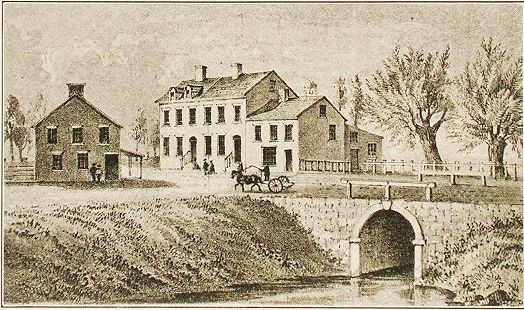
Бродвей перетинає канал у 1811 році

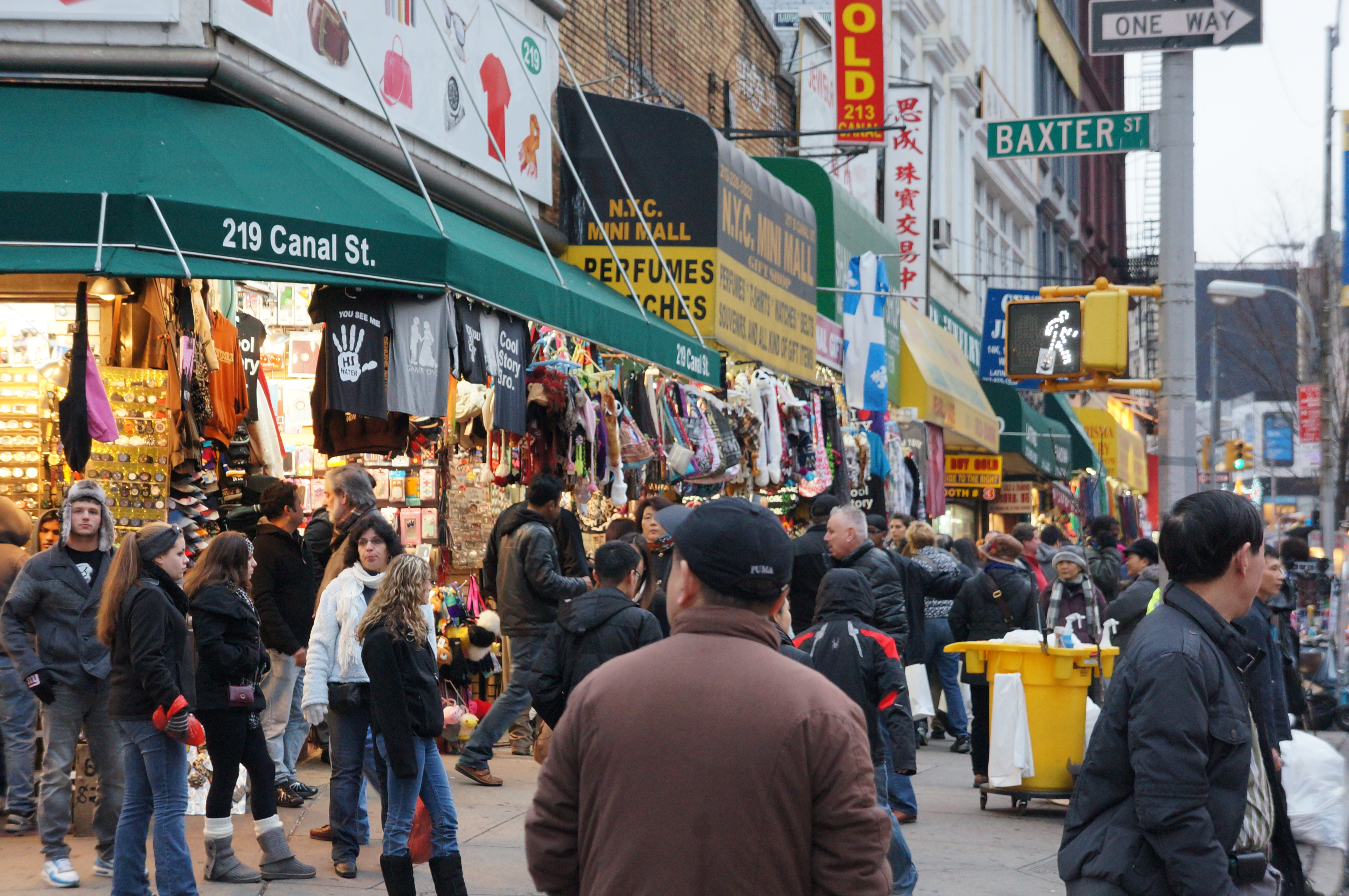
Сучасний вигляд Канал-стріт

До 1800 року Колект-Понд, одне з небагатьох природних джерел прісної води в Нью-Йорку, було повністю забруднене стічними водами та стоками шкіряних заводів, пивоварень та інших цехів і фабрик навколо нього. Стік з озера, включно з одним «млявим струмком», який проходив частиною маршруту майбутньої Канальної вулиці, живив сусідні болота та болота, які заважали місту продовжувати рости на північ. Щоб впоратися з цим, Громадська рада міста наказала осушити болота, а в 1803 році засипати саме озеро. Було побудовано дренаж, який продовжував шлях «млявого потоку» до річки Гудзон, який перенаправляв під землю джерела, які напоювали болота. Озеро було успішно осушене у 1813—1815 роках.